# アンモシーテス
アンモシーテス（ammocoetes）は、ヤツメウナギ類の幼生。
ヤツメウナギの成体は一般に吸盤状の口器を持ち、他の魚類などに寄生してその体液を吸う。これに対してアンモシーテス幼生の口器は漏斗状であり、河川の泥底に潜ったまま水中の有機物を濾しとって栄養源にしている。どのヤツメウナギも卵から孵化後、2～4年ほどアンモシーテスの時期を送り、その後変態して成体になる。